# 26271 Lindapuster
26271 Lindapuster è un asteroide della fascia principale. Scoperto nel 1998, presenta un'orbita caratterizzata da un semiasse maggiore pari a 2,2354605 UA e da un'eccentricità di 0,1402055, inclinata di 5,95340° rispetto all'eclittica.